# Plaza Elizabeth H. Berger
La Plaza Elizabeth H. Berger (en inglés, Elizabeth H. Berger Plaza) es un parque público en el Distrito Financiero de Manhattan (Estados Unidos). formado por el cruce triangular de Trinity Place, Greenwich Street y Edgar Street. Está frente a la rampa de salida de Manhattan desde el Túnel Brooklyn-Battery. Anteriormente conocido como Edgar Street Greenstreet, este parque honra a la defensora cívica Elizabeth H. Berger (1960-2013). En su papel como presidenta de Downtown Alliance, abogó por la fusión de dos triángulos de tráfico en este lugar en un parque ampliado. El parque está ubicado en el sitio de un antiguo vecindario conocido como Little Siria, una bulliciosa comunidad de inmigrantes desplazada por la construcción del túnel en 1953.

## Orilla
En el lado norte de este parque se encuentra Edgar Street, supuestamente la calle más corta de Manhattan. Su suave pendiente descendente, también visible en las calles este/oeste circundantes, es el vestigio de una cresta o acantilado que corría paralelo a la costa y llegaba a Broadway, donde se encuentra la Iglesia de la Trinidad. Era una calle estrecha en sus primeros días, no más de cinco metros y medio de ancho, llamada 'Tuyn Paat' o 'Garden Alley' en el período holandés. Cuando los británicos tomaron el control de la colonia en 1664, el nombre de la calle se cambió con indiferencia característica a Tin Pot Alley.
El Ayuntamiento adquirió la calle en 1795, momento en el que se le fijó su nombre actual. Edgar probablemente se refiere a la familia de William Edgar, un comerciante de Detroit que llegó a Nueva York alrededor de 1780 y estableció un exitoso negocio de transporte marítimo, con vínculos con India y China. Durante un tiempo, la calle sirvió como vía o camino de entrada que conducía a la casa de la familia Edgar ubicada cerca. Hasta que se rellenó la costa occidental, esta calle llegaba hasta la orilla del agua o muy cerca de ella. La casa de Robert y Anne Dickey, ubicada al otro lado de Edgar Street de Elizabeth H. Berger Plaza, es la única estructura que queda en Edgar Street.
La línea de Greenwich Street era la línea costera original aproximada de la isla de Manhattan. En 1787, el Consejo Común actuó sobre una propuesta anterior a la guerra para expandir la línea de costa sesenta pies hacia el río Hudson. Luego comenzó la construcción de Greenwich Street, que pronto albergó una hilera de casas adosadas de estilo federal. Washington Street siguió aproximadamente en 1808 y West Street en 1830. La caída en el grado de Broadway a Greenwich Street nivela abruptamente donde comienza el vertedero.

## Cambio de nombre y renovación
En octubre de 2013, miembros de la Sociedad Histórica de Washington Street, incluidos estadounidenses de ascendencia libanesa y siria, dedicaron placas de banco con los nombres y citas de personas y grupos que representan la cultura árabe-estadounidense. Edgar Street Plaza pasó a llamarse Berger el 16 de diciembre de 2013. Con enebros esculturales a lo largo de los bancos, una pequeña plaza rodea un área de plantación central con hortensias de hojas de roble, viburnums y abedules de río, protegiendo a los visitantes del parque del tráfico en un espacio verde ampliado.
En 2017 se anunció que la plaza se combinaría con Trinity Plaza al sur y se reconstruiría en un 1858 m² parque con homenajes a la Pequeña Siria. Se eliminaría la rampa de salida directa desde Brooklyn-Battery Tunnel hasta Greenwich Street. Sin embargo, a partir de abril de 2019, el parque se retrasó varios meses debido a la construcción de una nueva escuela en 77 Greenwich Street, dentro de la antigua Dickey House. La construcción está programada para completarse en 2021.